# Ляховская, Нина Дмитриевна
Нина Дмитриевна Ляховская (род. 30 мая 1939 года, Москва) — советский и российский литературовед, африканист, ведущий научный сотрудник Отдела литератур стран Азии и Африки ИМЛИ РАН, доктор филологических наук (1991).

## Биография
В 1962 году окончила филологический факультет МГПИ им. В.И. Ленина.
В 1967 году защитила кандидатскую диссертацию «Современный прогрессивный роман Сенегала».
В 1991 году — защитила докторскую диссертацию «Развитие реалистического метода во франкоязычных литературах Тропической Африки» в Институте мировой литературы им. А. М. Горького АН СССР. С 1970 года по настоящее время работает в Институте мировой литературы им. А.М. Горького.

## Основные работы
Монографии
- Поэзия Западной Африки. — М., 1975.
- Леопольд Седар Сенгор. — М., 1995.
- Образы Африки во французской литературе XIX-XX веков. — М., 2015.

Статьи
- Литературы Заира и Руанды // Современные литературы Африки. Северная и Западная Африка. М., 1973.
- Два этапа развития камерунской литературы (опыт сравнительно-типологической характеристики) // Взаимосвязи африканских литератур и литератур мира. М., 1975.
- Литературы Сенегала, Берега Слоновой Кости, Бенина, Конго, Камеруна // Литературы Африки. Учебное пособие для студентов филологических специальностей высших учебных заведений. М., 1979.
- Пути развития франкоязычных литератур Западной Африки в эпоху независимости // Развитие литературы в независимых странах Африки. М., 1980.
- Современный западноафриканский роман и проблема социальной ориентации // Современные литературы Азии и Африки и идеологическая борьба. М., 1980.
- Формирование поэтических жанров в литературах Тропической Африки // Развитие жанров в современных литературах Африки. М., 1983.
- Особенности становления и развития драматургии во франкоязычных литературах Тропической Африки // Развитие жанров в современных литературах Африки. М., 1983.
- Комедия Тропической Африки на французском языке как форма массовой литературы // Массовая литература в странах Азии и Африки. М., 1985.
- Проблема коммуникативных функций африканских литератур в исследованиях западноафриканских ученых // Теории, школы, концепции (критические анализы). Художественная коммуникация и семиотика. М., 1986.
- Главы «Литература Кот-д’Ивуара». «Литература Камеруна», «Литература Конго», «Литература Заира» // Франкоязычные литературы Тропической Африки. Пути развития и художественное своеобразие. М., 1989 (отв. ред. издания).
- Специфика реалистического метода во франкоязычных литературах Тропической Африки // Современные литературы стран Азии и Африки. М., 1988.
- Развитие реалистического метода во франкоязычной прозе Тропической Африки. // Творческие методы и направления в литературах Африки. М., 1990.
- Развитие реалистического метода во франкоязычных литературах Тропической Африки // Автореферат диссертации на соискание уч. степени д.ф.н. М., 1990.
- Франкоязычная романистика Тропической Африки и опыт европейской литературы: схождения и различия. // Взаимодействие культур и литератур Востока и Запада. Вып. 2. М., 1992.
- Массовая литература в странах Тропической Африки // Массовая литература в современном мире (на япон. яз.). Токио, 1993, № 7. Сб. ст. по материалам советско-японского симпозиума.
- Etude et évaluation de l’oeuvre de Sembène Ousmane par la critique soviétique // Oeuvres et critiques. paris, 1979, NN III, 2 и IV, 1.
- O Romance nas Actuais Literaturas de Lingua portuguesa. // Coloquio / Letras. Revista bimestral. Lusboa, 1981, N 59.
- Deux poètes français. // Lotus (Revue de l’Аssociation des écrivains аfro-аsiatiques). 1987, N 58.
- French-Language Comedy in Tropical Africa as a Form of Mass Literature // Research in African Literatures. Volume 18 / number 4 / Winter 1987. University of Texas press, 1987.
- Roman francophone dans les littératures africaines et dans le système des relations interlittéraires. // Communautés interlittéraires spécifiques. /D. Ďurišin et collectif. Bratislava, 1992.
- Deux poètes africains : Senghor et Eno Belinga. // Regards russes sur les littératures francophones. paris, 1997.
- Специфика адаптации художественных направлений во франкоязычных литературах Тропической Африки // Теория литературы, т.IV – Литературный процесс. М., 2001.
- Потери и обретения: франкоязычный роман Тропической Африки в последней четверти XX в. // Литературы Азии и Африки. Опыт XX века. М., 2002 – 0,7 а.л.
- Н.Д. Ляховская, И.Д. Никифорова. Франкоязычные литературы Тропической Африки // Изучение литератур Востока. Россия, XX век. М., Восточная литература, 2002.